# Universidade do Norte do Arizona
 Coordenadas : minutos ou segundos > 60
A Universidade do Norte do Arizona (Northern Arizona University) é uma universidade pública localizada em Flagstaff, no Arizona, nos Estados Unidos. É avaliada pela Associação Centro-Norte de Colégios e Faculdades. Possui 36 campi satélites no estado. Oferece cursos de graduação e pós-graduação. A taxa média por dois semestres cobrada para um estudante de graduação de período integral residente no Arizona é de 9 692 dólares estadunidenses.
Já a mesma taxa, para um aluno que não reside no Arizona, é de 22 094 dólares estadunidenses; e, para os alunos do oeste dos Estados Unidos, é de 12 680 dólares estadunidenses. A Classificação Carnegie de Instituições de Ensino Superior a classifica como "universidade de pesquisa com intensa atividade de pesquisa". A universidade é administrada pelo Arizona Board of Regents, o comitê que administra o sistema público de universidades do estado do Arizona.